# Isis Tejeira
Isis Tejeira (Ciudad de Panamá 6 de junio de 1936 - 18 de mayo de 2020) fue una escritora, educadora y actriz panameña. Recibió el Premio Guillermo Andreve de la Editorial Signos por la novela Sin fecha fija, mejor libro publicado en 1986. 
Recibió el premio actriz del año en 1962, premio de la Crítica Teatral panameña y el premio Anayansi en 1963 por su labor en el teatro.

## Títulos académicos
Doctora en Filología Románica de la Universidad de Madrid (1970).

## Experiencia profesional
Inició su vida profesional como profesora de primaria, de español y profesora de artes dramáticas en colegios muy importantes en Panamá. Dirigió durante muchos años el grupo de teatro del Instituto Alberto Einstein.
Fue profesora de la Universidad de Panamá, fue directora y productora del grupo de teatro " Laberinto" en esta casa de estudios y jugó un papel importante en la creación de la carrera de teatro en la Facultad de Bellas Artes de la Universidad de Panamá.

## Libros, cuadernillos y folletos publicados
- Sin fecha fija.  Novela; Panamá 1982; tiene varias reediciones .  Parte de la colección La Biblioteca de la Nacionalidad, edición conmemorativa de la transferencia del Canal de Panamá publicada por la Autoridad del Canal de Panamá en 1999.
- Esta linda la mar… y otros cuentos (INAC, Panamá, 1991; segunda edición aumentada, Editorial Portobelo, Panamá 2000)
- El impostor (Editorial Portobelo).[4]